# オーバーモシェル
オーバーモシェル (独: Obermoschel)はドイツ連邦共和国 ラインラント＝プファルツ州ドナースベルク郡にある市。ロッケンハウゼン連合自治体 (独: Verbandsgemeinde Rockenhausen) に属する。
バート・クロイツナハの南西約15kmに位置する。